# Mihály Bíró
Mihály Bíró, noto anche come Dániel Bíró (19 settembre 1919 – giugno 1970), è stato un calciatore ungherese, di ruolo attaccante.